# Torreón
Torreón là một thành phố thuộc Torreón, Coahuila, México. Năm 2005, dân số của thành phố này là 577477 người.

## Khí hậu
| Dữ liệu khí hậu của Torreón (1951–2010)                    | Dữ liệu khí hậu của Torreón (1951–2010) | Dữ liệu khí hậu của Torreón (1951–2010) | Dữ liệu khí hậu của Torreón (1951–2010) | Dữ liệu khí hậu của Torreón (1951–2010) | Dữ liệu khí hậu của Torreón (1951–2010) | Dữ liệu khí hậu của Torreón (1951–2010) | Dữ liệu khí hậu của Torreón (1951–2010) | Dữ liệu khí hậu của Torreón (1951–2010) | Dữ liệu khí hậu của Torreón (1951–2010) | Dữ liệu khí hậu của Torreón (1951–2010) | Dữ liệu khí hậu của Torreón (1951–2010) | Dữ liệu khí hậu của Torreón (1951–2010) | Dữ liệu khí hậu của Torreón (1951–2010) |
| Tháng                                                      | 1                                       | 2                                       | 3                                       | 4                                       | 5                                       | 6                                       | 7                                       | 8                                       | 9                                       | 10                                      | 11                                      | 12                                      | Năm                                     |
| ---------------------------------------------------------- | --------------------------------------- | --------------------------------------- | --------------------------------------- | --------------------------------------- | --------------------------------------- | --------------------------------------- | --------------------------------------- | --------------------------------------- | --------------------------------------- | --------------------------------------- | --------------------------------------- | --------------------------------------- | --------------------------------------- |
| Cao kỉ lục °C (°F)                                         | 35.0 (95.0)                             | 35.0 (95.0)                             | 39.5 (103.1)                            | 41.2 (106.2)                            | 42.2 (108.0)                            | 43.0 (109.4)                            | 40.5 (104.9)                            | 39.2 (102.6)                            | 38.4 (101.1)                            | 36.0 (96.8)                             | 34.8 (94.6)                             | 32.5 (90.5)                             | 43.0 (109.4)                            |
| Trung bình ngày tối đa °C (°F)                             | 22.3 (72.1)                             | 25.3 (77.5)                             | 26.0 (78.8)                             | 32.5 (90.5)                             | 35.3 (95.5)                             | 35.4 (95.7)                             | 34.3 (93.7)                             | 33.7 (92.7)                             | 31.8 (89.2)                             | 29.5 (85.1)                             | 26.1 (79.0)                             | 22.8 (73.0)                             | 29.6 (85.3)                             |
| Trung bình ngày °C (°F)                                    | 14.5 (58.1)                             | 17.0 (62.6)                             | 19.0 (66.2)                             | 24.1 (75.4)                             | 27.2 (81.0)                             | 28.1 (82.6)                             | 27.4 (81.3)                             | 27.0 (80.6)                             | 25.2 (77.4)                             | 22.4 (72.3)                             | 18.2 (64.8)                             | 15.1 (59.2)                             | 22.1 (71.8)                             |
| Tối thiểu trung bình ngày °C (°F)                          | 6.8 (44.2)                              | 8.6 (47.5)                              | 11.9 (53.4)                             | 15.6 (60.1)                             | 19.0 (66.2)                             | 20.8 (69.4)                             | 20.5 (68.9)                             | 20.3 (68.5)                             | 18.6 (65.5)                             | 15.2 (59.4)                             | 10.3 (50.5)                             | 7.4 (45.3)                              | 14.6 (58.3)                             |
| Thấp kỉ lục °C (°F)                                        | −7.0 (19.4)                             | −5.0 (23.0)                             | −5.5 (22.1)                             | 1.8 (35.2)                              | 4.0 (39.2)                              | 10.0 (50.0)                             | 11.0 (51.8)                             | 10.0 (50.0)                             | 7.5 (45.5)                              | 4.0 (39.2)                              | −2.8 (27.0)                             | −8.0 (17.6)                             | −8.0 (17.6)                             |
| Lượng Giáng thủy trung bình mm (inches)                    | 20.1 (0.79)                             | 6.5 (0.26)                              | 6.5 (0.26)                              | 14.1 (0.56)                             | 18.8 (0.74)                             | 34.9 (1.37)                             | 24.2 (0.95)                             | 26.5 (1.04)                             | 18.1 (0.71)                             | 11.8 (0.46)                             | 7.9 (0.31)                              | 16.3 (0.64)                             | 205.8 (8.10)                            |
| Số ngày giáng thủy trung bình (≥ 0.1 mm)                   | 2.5                                     | 1.1                                     | 0.7                                     | 1.7                                     | 3.3                                     | 4.3                                     | 5.7                                     | 5.0                                     | 4.7                                     | 2.7                                     | 1.5                                     | 1.8                                     | 34.9                                    |
| Độ ẩm tương đối trung bình (%)                             | 55                                      | 46                                      | 39                                      | 39                                      | 42                                      | 50                                      | 53                                      | 54                                      | 57                                      | 55                                      | 53                                      | 56                                      | 50                                      |
| Số giờ nắng trung bình tháng                               | 193                                     | 209                                     | 228                                     | 232                                     | 262                                     | 280                                     | 254                                     | 263                                     | 224                                     | 231                                     | 219                                     | 183                                     | 2.778                                   |
| Nguồn 1: Servicio Meteorológico Nacional (độ ẩm 1981–2000) |                                         |                                         |                                         |                                         |                                         |                                         |                                         |                                         |                                         |                                         |                                         |                                         |                                         |
| Nguồn 2: Deutscher Wetterdienst (nắng, 1961–1990)          |                                         |                                         |                                         |                                         |                                         |                                         |                                         |                                         |                                         |                                         |                                         |                                         |                                         |